# 3-я гвардейская артиллерийская дивизия прорыва
3-я гвардейская артиллерийская Витебско-Хинганская Краснознамённая орденов Суворова и Кутузова дивизия прорыва Резерва Главного Командования — гвардейское формирование (соединение, гвардейская артиллерийская дивизия прорыва) артиллерии РККА ВС СССР, во Второй мировой войне.
Условное наименование — войсковая часть полевая почта (в/ч пп) № 31740.
Сокращённое наименование — 3 гв. адп РГК.

## История формирования
Дивизия была сформирована Московским учебным артиллерийским центром, в городе Коломна Московской области, в ноябре 1942 года как 8-я артиллерийская дивизия РВГК.
В состав дивизии вошли ранее сформированные:
Московским учебным артиллерийским центром
- 138-й гаубичный артиллерийский полк
- 265-й гаубичный артиллерийский полк

Сталинградским учебным артиллерийским центром (станция Чебаркуль)
- 38-й пушечный артиллерийский полк
- 129-й пушечный артиллерийский полк
- 206-й гаубичный артиллерийский полк

Горьковским учебным артиллерийским центром (Гороховецкие лагеря)
- 288-й истребительно-противотанковый артиллерийский полк
- 368-й истребительно-противотанковый артиллерийский полк
- 374-й истребительно-противотанковый артиллерийский полк (до 01.1943)

В городе Саранск
- 619-й отдельный разведывательный артиллерийский дивизион (1-го формирования)

11 ноября 1942 года дивизия погрузилась в эшелоны и отправилась на фронт, по следующему маршруту: Уфа, Куйбышев, Чапаевск, Сызрань, Пенза, Балашов, Борисоглебск.
22 ноября эшелоны дивизии разгрузились на станциях Бутурлиновка, Бобров и Хреновая и совершив марш в 150 километров прибыли в район Верхнего Мамона Воронежской области.
Боевой путь дивизия начала 16 декабря 1942 года, находясь в оперативном подчинении 6-й армии Воронежского фронта. Участвовала в артиллерийской подготовке и поддержке войск армии при прорыве обороны противника на Среднем Дону.
25 января 1943 года дивизия перешла на новое штатное расписание:
- 2-я лёгкая артиллерийская бригада
  - 288-й истребительно-противотанковый артиллерийский полк
  - 368-й истребительно-противотанковый артиллерийский полк
- 28-я гаубичная артиллерийская бригада
  - 138-й гаубичный артиллерийский полк
  - 206-й гаубичный артиллерийский полк
  - 265-й гаубичный артиллерийский полк
- 12-я пушечная артиллерийская бригада
  - 38-й пушечный артиллерийский полк
  - 129-й пушечный артиллерийский полк
- 619-й отдельный разведывательный артиллерийский дивизион (1-го формирования)

В январе-марте 1943 вела активные боевые действия в составе войск 3-й танковой армии Воронежского фронта, участвовала в освобождении гг. Россошь (16 января) Харьков (16 февраля).
За проявленные отвагу, мужество и героизм по овладению городом Харьков и оборону города Мерефа, приказом НКО СССР № 118 от 7 марта 1943 года 8-я артиллерийская дивизия РГК была преобразована в 3-ю гвардейскую артиллерийскую дивизию РГК.
Директивой заместителя НКО СССР № 1217087 от 10 марта 1943 года соединения и части входящие в состав дивизии были преобразованы в гвардейские и получили новые номера:
- 7-я гвардейская лёгкая артиллерийская бригада (до 10.03.1943 28-я)
  - 208-й гвардейский лёгкий артиллерийский полк (до 10.03.1943 288-й)
  - 209-й гвардейский лёгкий артиллерийский полк (до 10.03.1943 368-й)
- 8-я гвардейская гаубичная артиллерийская бригада (до 10.03.1943 28-я)
  - 212-й гвардейский гаубичный артиллерийский полк (до 10.03.1943 138-й)
  - 213-й гвардейский гаубичный артиллерийский полк (до 10.03.1943 206-й)
  - 214-й гвардейский гаубичный артиллерийский полк (до 10.03.1943 265-й)
- 9-я гвардейская пушечная артиллерийская бригада (до 10.03.1943 12-я)
  - 215-й гвардейский пушечный артиллерийский полк (до 10.03.1943 38-й)
  - 216-й гвардейский пушечный артиллерийский полк (до 10.03.1943 129-й)
- 21-й отдельный гвардейский разведывательный артиллерийский дивизион (до 10.03.1943 619-й)

9-я гвардейская пушечная артиллерийская бригада в составе 215-го и 216-го гвардейских полков и 21-й гвардейский дивизион вышли из состава дивизии и вошли в состав Юго-Западного фронта.
3 июня 1943 года дивизия с оставшимися частями распоряжением Ставки ВГК передислоцировалась в Гороховецкие лагеря Горьковского учебного центра, где с 12 июня по 12 июля пополнялась личным составом, боевой техникой и имуществом. 12 июня 1943 года дивизия вошла в состав 5-го артиллерийского корпуса прорыва РГК и была преобразована в 3-ю гвардейскую артиллерийскую дивизию прорыва РГК.
В состав дивизии вошли следующие части:
- 22-я гвардейская тяжёлая пушечная артиллерийская бригада[3]
  - 70-й гвардейский пушечный артиллерийский полк
  - 261-й гвардейский пушечный артиллерийский полк
- 107-я гаубичная артиллерийская бригада большой мощности (до 10.06.1945)
- 99-я тяжёлая гаубичная артиллерийская бригада (расформирована 10.12.1946)
- 43-я миномётная бригада (расформирована 30.06.1946)
- 50-я тяжёлая миномётная бригада (с 6.06.1945)
- 14-я гвардейская миномётная бригада (с 6.06.1945)
- 833-й отдельный разведывательный артиллерийский дивизион (с 20.09.1943 по 30.10.1944)
- 877-й автотранспортный батальон
- 536-я медико-санитарная рота[4]
- 108-я походная артиллерийская ремонтная мастерская (с 15.07.1943)
- 492-я полевая авторемонтная база (с 30.07.1944)[5]

## Участие в боевых действиях
Период вхождения в действующую армию: 7 марта 1943 года — 3 июня 1943 года, 13 июля 1943 года — 9 мая 1945 года, 9 августа 1945 года — 3 сентября 1945 года.
8 марта 208-й гвардейский артиллерийский полк (бывший 288-й иптап) дивизии в районе Соколово поддерживал огнём впервые вступивший в бой 1-й отдельный чехословацкий батальон под командованием Л. Свободы.
В июле направлена на Западный фронт и вела боевые действия, последовательно находясь в оперативном подчинении командующих войсками 5, 21, 31 и 33-й армий. Участвовала в Смоленской наступательной операции в освобождении восточных районов Белоруссии. В ходе этих боёв личный состав дивизии проявил героизм и самоотверженность.
24 февраля 1944 года под Лиозно Витебской области 38 бойцов 12-го миномётного полка дивизии под командованием командира батареи старшего лейтенанта Л. П. Тихмянова отражали контратаку усиленного батальона противника, прорвавшегося к огневым позициям батареи. Герои-миномётчики уничтожили свыше 250 фашистов. За этот подвиг Леониду Тихмянову присвоено звание Героя Советского Союза, остальные участники боя были награждены орденами и медалями.
За отличия при прорыве Витебского укреплённого района немецко-фашистских войск и участие в освобождении Витебска дивизии было присвоено почётное наименование «Витебской» (2 июля 1944 года).
За образцовое выполнение заданий командования при освобождении Вильнюса она была награждена орденом Красного Знамени (25 июля).
Важную роль сыграл огонь частей дивизии в ходе форсирования р. Неман войсками 5-й армии З-го Белорусского фронта, в боях за удержание и расширение захваченных плацдармов и при вступлении советских войск в Восточную Пруссию. За героизм, проявленный в этих боях личным составом, дивизия была награждена орденами Суворова 2-й степени (12 августа 1944 года) и Кутузова 2-й степени (14 ноября 1944 года).
107-я гаубичная артиллерийская бригада большой мощности, 70-й и 261-й гвардейские тяжёлые пушечные артиллерийские полки, 11-й миномётный полк удостоились почётного наименования Кёнигсбергских. 7-я гвардейская и 99-я тяжёлая гаубичная артиллерийские бригады были награждены орденом Кутузова II степени, 212-й и 213-й гвардейские гаубичные артиллерийские полки — орденом Кутузова III степени, 214-й гвардейский гаубичный артиллерийский полк — орденом Александра Невского.
В Восточно-Прусской наступательной операции 1945 дивизия участвовала в прорыве 5-й армией З-го Белорусского фронта глубоко эшелонированной обороны противника на инстербургском направлении, в составе 43-й армии действовала при штурме города и крепости Кёнигсберг (Калининград) и при ликвидации земландской группировки немецко-фашистских войск.
В ночь на 10 мая 1945 года противник принял требования советского командования и безоговорочно капитулировал. Дивизия сосредоточилась в районе Скоудас, Вайноде (посёлок на юго-западе Латвии в области Курземе), Приекуле (город в Приекульском крае Латвии).

### В войне с Японией
В мае 1945 года переброшена на Дальний Восток. В составе 39-й армии Забайкальского фронта участвовала в разгроме войск японской Квантунской армии.
Путь соединения прошёл через горы Большого Хингана, которые дивизия — порядка двух десятков полков большой мощности, вес артиллерийских систем составляет от семи до семнадцати тонн — преодолела с тяжелейшими боями.
За высокое воинское мастерство личным состава дивизии было присвоено почётное наименование «Хинганской» 20 сентября 1945 года.
За годы войны дивизия прошла с боями свыше 4 тысяч км, уничтожила и подавила 1900 артиллерийских, миномётных и зенитных батарей, 770 отдельных орудий и реактивных миномётов, много другой техники и живой силы противника.

## Послевоенная история
3-я гвардейская Витебско-Хинганская Краснознамённая орденов Суворова и Кутузова дивизия (в/ч 31740) до июня 1947 года дислоцировалась в Пхеньяне, потом была выведена в Приморье, где весной 1948 года расформирована.

## В составе и состав
| Подчинение | Подчинение               | Подчинение                         | Подчинение                        | Подчинение | Подчинение |   |
| Дата       | Фронт (округ)            | Армия                              | Корпус                            | Состав | Примечания |   |
| ---------- | ------------------------ | ---------------------------------- | --------------------------------- | --- | --- | - |
| 01.04.1943 | Юго-Западный фронт       | 3-я танковая армия                 | -                                 | 7-я гвардейская лёгкая артиллерийская бригада 9-я гвардейская пушечная артиллерийская бригада | 8-я гвардейская гаубичная артиллерийская бригада находилась во фронтовом подчинении |   |
| 01.05.1943 | Юго-Западный фронт       | фронтового подчинения              | -                                 | 7-я гвардейская лёгкая артиллерийская бригада 8-я гвардейская гаубичная артиллерийская бригада | 9-я гвардейская пушечная артиллерийская бригада действовала в 57-й армии |   |
| 01.06.1943 | Юго-Западный фронт       | фронтового подчинения              | -                                 | 7-я гвардейская лёгкая артиллерийская бригада 8-я гвардейская гаубичная артиллерийская бригада | 9-я гвардейская пушечная артиллерийская бригада действовала в 57-й армии |   |
| 01.07.1943 | Московский военный округ | -                                  | 5-й артиллерийский корпус прорыва | 7-я гвардейская лёгкая артиллерийская бригада 22-я гвардейская пушечная артиллерийская бригада 8-я гвардейская гаубичная артиллерийская бригада 99-я тяжёлая гаубичная артиллерийская бригада 107-я гаубичная артиллерийская бригада БМ 43-я миномётная бригада | |   |
| 01.08.1943 | Западный фронт           | 5-я армия                          | -                                 | 7-я гвардейская лёгкая артиллерийская бригада 22-я гвардейская пушечная артиллерийская бригада 8-я гвардейская гаубичная артиллерийская бригада 99-я тяжёлая гаубичная артиллерийская бригада 107-я гаубичная артиллерийская бригада БМ 43-я миномётная бригада | - |   |
| 01.09.1943 | Западный фронт           | 21-я армия                         | -                                 | 7-я гвардейская лёгкая артиллерийская бригада 22-я гвардейская пушечная артиллерийская бригада 8-я гвардейская гаубичная артиллерийская бригада 99-я тяжёлая гаубичная артиллерийская бригада 107-я гаубичная артиллерийская бригада БМ 43-я миномётная бригада | - |   |
| 01.10.1943 | Западный фронт           | фронтового подчинения              | 5-й артиллерийский корпус прорыва | 7-я гвардейская лёгкая артиллерийская бригада 22-я гвардейская пушечная артиллерийская бригада 8-я гвардейская гаубичная артиллерийская бригада 99-я тяжёлая гаубичная артиллерийская бригада 107-я гаубичная артиллерийская бригада БМ 43-я миномётная бригада | - |   |
| 01.11.1943 | Западный фронт           | 31-я армия                         | -                                 | 7-я гвардейская лёгкая артиллерийская бригада 22-я гвардейская пушечная артиллерийская бригада 8-я гвардейская гаубичная артиллерийская бригада 99-я тяжёлая гаубичная артиллерийская бригада 107-я гаубичная артиллерийская бригада БМ 43-я миномётная бригада | - |   |
| 01.12.1943 | Западный фронт           | 31-я армия                         | -                                 | 7-я гвардейская лёгкая артиллерийская бригада 22-я гвардейская пушечная артиллерийская бригада 8-я гвардейская гаубичная артиллерийская бригада 99-я тяжёлая гаубичная артиллерийская бригада 107-я гаубичная артиллерийская бригада БМ 43-я миномётная бригада | - |   |
| 01.01.1944 | Западный фронт           | 33-я армия                         | -                                 | 7-я гвардейская лёгкая артиллерийская бригада 22-я гвардейская пушечная артиллерийская бригада 8-я гвардейская гаубичная артиллерийская бригада 99-я тяжёлая гаубичная артиллерийская бригада 107-я гаубичная артиллерийская бригада БМ 43-я миномётная бригада | - |   |
| 01.02.1944 | Западный фронт           | 33-я армия                         | -                                 | 7-я гвардейская лёгкая артиллерийская бригада 22-я гвардейская пушечная артиллерийская бригада 8-я гвардейская гаубичная артиллерийская бригада 99-я тяжёлая гаубичная артиллерийская бригада 107-я гаубичная артиллерийская бригада БМ 43-я миномётная бригада | - |   |
| 01.03.1944 | Западный фронт           | 33-я армия                         | -                                 | 7-я гвардейская лёгкая артиллерийская бригада 8-я гвардейская гаубичная артиллерийская бригада 99-я тяжёлая гаубичная артиллерийская бригада | 22-я гвардейская пушечная артиллерийская бригада 107-я гаубичная артиллерийская бригада БМ 43-я миномётная бригада находились во фронтовом подчинении                                                                                      |   |
| 01.04.1944 | Западный фронт           | 5-я армия                          | -                                 | 7-я гвардейская лёгкая артиллерийская бригада 22-я гвардейская пушечная артиллерийская бригада 8-я гвардейская гаубичная артиллерийская бригада 99-я тяжёлая гаубичная артиллерийская бригада 107-я гаубичная артиллерийская бригада БМ 43-я миномётная бригада | - |   |
| 01.05.1944 | 3-й Белорусский фронт    | 5-я армия                          | -                                 | 22-я гвардейская пушечная артиллерийская бригада 99-я тяжёлая гаубичная артиллерийская бригада 43-я миномётная бригада | 7-я гвардейская лёгкая артиллерийская бригада 8-я гвардейская гаубичная артиллерийская бригада действовали в 39-й армии; 107-я гаубичная артиллерийская бригада БМ находилась в составе 5-го артиллерийского корпуса фронтового подчинения |   |
| 01.06.1944 | 3-й Белорусский фронт    | 5-я армия                          | -                                 | 22-я гвардейская пушечная артиллерийская бригада 99-я тяжёлая гаубичная артиллерийская бригада 43-я миномётная бригада | 7-я гвардейская лёгкая артиллерийская бригада 8-я гвардейская гаубичная артиллерийская бригада действовали в 39-й армии; 107-я гаубичная артиллерийская бригада БМ находилась в составе 5-го артиллерийского корпуса фронтового подчинения |   |
| 01.07.1944 | 3-й Белорусский фронт    | 5-я армия                          | -                                 | 7-я гвардейская лёгкая артиллерийская бригада 22-я гвардейская пушечная артиллерийская бригада 8-я гвардейская гаубичная артиллерийская бригада 99-я тяжёлая гаубичная артиллерийская бригада 107-я гаубичная артиллерийская бригада БМ 43-я миномётная бригада | - |   |
| 01.08.1944 | 3-й Белорусский фронт    | 5-я армия                          | -                                 | 7-я гвардейская лёгкая артиллерийская бригада 22-я гвардейская пушечная артиллерийская бригада 8-я гвардейская гаубичная артиллерийская бригада 99-я тяжёлая гаубичная артиллерийская бригада 43-я миномётная бригада                                           | 107-я гаубичная артиллерийская бригада БМ находилась в составе 5-го артиллерийского корпуса фронтового подчинения |   |
| 01.09.1944 | 3-й Белорусский фронт    | 5-я армия                          | -                                 | 7-я гвардейская лёгкая артиллерийская бригада 22-я гвардейская пушечная артиллерийская бригада 8-я гвардейская гаубичная артиллерийская бригада 99-я тяжёлая гаубичная артиллерийская бригада 107-я гаубичная артиллерийская бригада БМ 43-я миномётная бригада | - |   |
| 01.10.1944 | 3-й Белорусский фронт    | 5-я армия                          | -                                 | 7-я гвардейская лёгкая артиллерийская бригада 22-я гвардейская пушечная артиллерийская бригада 8-я гвардейская гаубичная артиллерийская бригада 99-я тяжёлая гаубичная артиллерийская бригада 107-я гаубичная артиллерийская бригада БМ 43-я миномётная бригада | - |   |
| 01.11.1944 | 3-й Белорусский фронт    | 5-я армия                          | -                                 | 7-я гвардейская лёгкая артиллерийская бригада 22-я гвардейская пушечная артиллерийская бригада 8-я гвардейская гаубичная артиллерийская бригада 99-я тяжёлая гаубичная артиллерийская бригада 107-я гаубичная артиллерийская бригада БМ 43-я миномётная бригада | - |   |
| 01.12.1944 | 3-й Белорусский фронт    | 5-я армия                          | -                                 | 7-я гвардейская лёгкая артиллерийская бригада 22-я гвардейская пушечная артиллерийская бригада 8-я гвардейская гаубичная артиллерийская бригада 99-я тяжёлая гаубичная артиллерийская бригада 107-я гаубичная артиллерийская бригада БМ 43-я миномётная бригада | - |   |
| 01.01.1945 | 3-й Белорусский фронт    | 5-я армия                          | 5-й артиллерийский корпус прорыва | 7-я гвардейская лёгкая артиллерийская бригада 22-я гвардейская пушечная артиллерийская бригада 8-я гвардейская гаубичная артиллерийская бригада 99-я тяжёлая гаубичная артиллерийская бригада 107-я гаубичная артиллерийская бригада БМ 43-я миномётная бригада | - |   |
| 01.02.1945 | 3-й Белорусский фронт    | 5-я армия                          | -                                 | 7-я гвардейская лёгкая артиллерийская бригада 22-я гвардейская пушечная артиллерийская бригада 8-я гвардейская гаубичная артиллерийская бригада 99-я тяжёлая гаубичная артиллерийская бригада 107-я гаубичная артиллерийская бригада БМ 43-я миномётная бригада | - |   |
| 01.03.1945 | 3-й Белорусский фронт    | 5-я армия                          | -                                 | 7-я гвардейская лёгкая артиллерийская бригада 22-я гвардейская пушечная артиллерийская бригада 8-я гвардейская гаубичная артиллерийская бригада 99-я тяжёлая гаубичная артиллерийская бригада 107-я гаубичная артиллерийская бригада БМ 43-я миномётная бригада | - |   |
| 01.04.1945 | 3-й Белорусский фронт    | подчинена Земландской группе войск | -                                 | 7-я гвардейская лёгкая артиллерийская бригада 22-я гвардейская пушечная артиллерийская бригада 8-я гвардейская гаубичная артиллерийская бригада 99-я тяжёлая гаубичная артиллерийская бригада 107-я гаубичная артиллерийская бригада БМ 43-я миномётная бригада | - |   |
| 01.05.1945 | 3-й Белорусский фронт    | 48-я армия                         | -                                 | 7-я гвардейская лёгкая артиллерийская бригада 22-я гвардейская пушечная артиллерийская бригада 8-я гвардейская гаубичная артиллерийская бригада | 99-я тяжёлая гаубичная артиллерийская бригада 107-я гаубичная артиллерийская бригада БМ 43-я миномётная бригада находились в фронтовом подчинении                                                                                          | - |
| 01.08.1945 | Забайкальский фронт      | 39-я армия                         | 5-й артиллерийский корпус прорыва | 22-я гвардейская пушечная артиллерийская бригада 8-я гвардейская гаубичная артиллерийская бригада 99-я тяжёлая гаубичная артиллерийская бригада 43-я миномётная бригада 50-я тяжёлая миномётная бригада 14-я гвардейская миномётная бригада                     | - |   |
| 09.08.1945 | Забайкальский фронт      | 39-я армия                         | 5-й артиллерийский корпус прорыва | 22-я гвардейская пушечная артиллерийская бригада 8-я гвардейская гаубичная артиллерийская бригада 99-я тяжёлая гаубичная артиллерийская бригада 43-я миномётная бригада 50-я тяжёлая миномётная бригада 14-я гвардейская миномётная бригада                     | - |   |
| 03.09.1945 | Забайкальский фронт      | фронтового подчинения              | 5-й артиллерийский корпус прорыва | 22-я гвардейская пушечная артиллерийская бригада 8-я гвардейская гаубичная артиллерийская бригада 99-я тяжёлая гаубичная артиллерийская бригада 43-я миномётная бригада 50-я тяжёлая миномётная бригада 14-я гвардейская миномётная бригада                     | |   |

## Командование дивизии

### Командиры
- Рожанович, Пётр Михайлович (07.03.1943 — 09.09.1944), гвардии генерал-майор артиллерии;
- Попов, Степан Ефимович (10.09.1944 — 1946), гвардии генерал-майор артиллерии[7]

### Заместители командира по политической части
- Касьянов Иван Андреевич (07.03.1943 — 19.06.1943), гвардии полковник;
- Бабич Алексей Прокофьевич (19.06.1943 — 29.03.1947), гвардии полковник[8]

### Начальники штаба
- Юрьев Илларион Иванович (07.03.1943 — 18.02.1944), гвардии майор, гвардии подполковник;
- Петров Виктор Владимирович (19.02.1944 — 03.09.1945), гвардии полковник;
- Спесивцев Александр Георгиевич (1946), гвардии полковник

## Награды и наименования
| Награда (наименование)             | Дата                                                                             | За что получена |
| ---------------------------------- | -------------------------------------------------------------------------------- | --- |
| Почётное звание «Гвардейская»      | приказ НКО СССР № 118 от 7 марта 1943 года                                       | за проявленные отвагу, мужество и героизм личного состава в боях немецко-фашистскими захватчиками |
| Почётное наименование «Витебская»  | присвоено приказом Верховного главнокомандующего № 0175 от 2 июля 1944 года      | за отличия в боях с немецкими захватчиками по прорыву Витебского укреплённого района немцев южнее города Витебск и за овладением города Витебск |
| Почётное наименование «Хинганская» | присвоено приказом Верховного главнокомандующего № 0162 от 20 сентября 1945 года | за отличия в боях против японских войск на Дальнем Востоке при прорыве Маньчжуро-Чжалайнорского и Халун-Артшанского укреплённых районов, форсировании горного хребта Большой Хинган, овладении городами: Чанчунь, Мукден, Цицикар, Жэхэ, Дайрэн, Порт-Артур |
| Орден Красного Знамени             | награждена указом Президиума ВС СССР от 25 июля 1944 года                        | за образцовое выполнение заданий командования в боях с немецкими захватчиками, за овладение городом Вильнюс и проявленные при этом доблесть и мужество |
| Орден Суворова II степени          | награждена указом Президиума Верховного Совета СССР от 12 августа 1944 года      | за образцовое выполнение заданий командования в боях с немецкими захватчиками, за прорыв обороны немцев на реке Неман и проявленные при этом доблесть и мужество                                                                                            |
| орден Кутузова II степени          | награждена указом Президиума Верховного Совета СССР от 14 ноября 1944 года       | за образцовое выполнение заданий командования в боях при прорыве обороны немцев и вторжении в пределы Восточной Пруссии, проявленные при этом доблесть и мужество                                                                                           |

## Отличившиеся воины
Более 20 тысяч воинов дивизии награждены орденами и медалями, 11 из них присвоено звание Героя Советского Союза.
- Алхимов, Владимир Сергеевич, гвардии лейтенант, командир батареи 261-го гвардейского артиллерийского полка.
- Амиршоев, Сафар, гвардии старший сержант, командир орудия 213-го гвардейского гаубичного артиллерийского полка.
- Богомолов, Сергей Александрович, младший лейтенант медицинской службы, фельдшер дивизиона 12-го миномётного полка 43-й миномётной бригады.
- Дмитриев, Алексей Фёдорович, гвардии капитан, врио командира дивизиона 214-го гвардейского гаубичного артиллерийского полка 8-й гвардейской гаубичной артиллерийской бригады.
- Евсеев, Александр Александрович, старший сержант, старший разведчик взвода управления 1-го дивизиона 12-го миномётного полка 43-й миномётной бригады.
- Каратаев Илья Васильевич, гвардии старший сержант, командир огневого взвода 6-й батареи 214-го гвардейского гаубичного артиллерийского полка 8-й гвардейской гаубичной артиллерийской бригады.
- Комов, Фёдор Александрович, гвардии сержант, командир отделения связи 261-го гвардейского пушечного артиллерийского полка 22-й гвардейской тяжёлой пушечной артиллерийской бригады.
- Королёв, Фёдор Филиппович, гвардии лейтенант, командир огневого взвода 214-го гвардейского гаубичного артиллерийского полка 8-й гвардейской гаубичной артиллерийской бригады.
- Курин, Алексей Васильевич, капитан, командир батареи 368-го лёгкого артиллерийского полка 7-й гвардейской лёгкой артиллерийской бригады.
- Курков, Василий Сергеевич, гвардии капитан, командир батареи 261-го гвардейского пушечного артиллерийского полка 22-й гвардейской тяжёлой пушечной артиллерийской бригады.
- Наконечный, Анатолий Гаврилович, начальник штаба 212-го гвардейского гаубичного артиллерийского полка.
- Тихмянов, Леонид Павлович, старший лейтенант, командир батареи 12-го гвардейского миномётного полка.